# 穆爾察
穆爾察（1611年9月14日（萬曆三十九年 / 辛亥年八月初八）—1649年8月10日（順治六年七月初三）），滿洲愛新覺羅氏。清太祖努爾哈赤第四子湯古代第二子，母繼妻瓜爾佳氏。
最初封為三等奉國將軍。崇德五年（1640年）十一月承襲湯古代爵位，為三等鎮國將軍。順治四年（1647年）晉封為二等鎮國將軍。順治六年（1649年）逝世，諡號「恪恭」。
穆爾察娶嫡妻董鄂氏，但無子，爵位取消。